# Halbmarathon-Weltmeisterschaften 1999
Die 8. Halbmarathon-Weltmeisterschaften (offiziell IAAF World Half Marathon Championships) wurden am 3. Oktober 1999 in der italienischen Stadt Palermo ausgetragen. Die Strecke war ein dreimal zu durchlaufender, anspruchsvoller Rundkurs durch das historische Stadtzentrum Palermos mit Start und Ziel auf dem Foro Italico.
Im taktisch geprägten Rennen der Männer, in dem die ersten acht das Ziel in einem Zeitabstand von nur 6 Sekunden erreichten, kam es zu einem dramatischen Finale. Der damalige Weltrekordhalter Paul Tergat aus Kenia wurde auf den letzten hundert Metern bei seinem Schlusssprint von einem Offiziellen unabsichtlich behindert. Tergat konnte jedoch einen Sturz vermeiden und siegte mit einer Schrittlänge Vorsprung vor dem zeitgleichen Südafrikaner Hendrick Ramaala, der wie im Vorjahr Zweiter wurde. Eine Sekunde dahinter folgte Tesfaye Jifar aus Äthiopien. Ähnlich knapp fiel die Mannschaftswertung aus (Addition der Zeiten der drei schnellsten Läufer eines Landes). Südafrika gewann mit nur zwei Sekunden Vorsprung. Dahinter wiesen Äthiopien und Kenia dieselbe Gesamtzeit auf. Wegen des drei Sekunden schnelleren dritten Wertungsläufers errang Äthiopien den zweiten Platz vor Kenia.
Wesentlich unspektakulärer verlief der Frauenrennen. Die Kenianerin Tegla Loroupe lief ungefährdet zu ihrem dritten Weltmeisterschaftssieg in Folge. Mit deutlichem Abstand folgten Mizuki Noguchi aus Japan und Catherine Ndereba aus Kenia. Auch die Entscheidung in der Mannschaftswertung fiel eindeutig aus. Joyce Chepchumba auf Platz vier komplettierte die hervorragende kenianische Mannschaftsleistung und sicherte ihrem Land den Sieg vor Japan und Russland.

## Ergebnisse

### Einzelwertung Männer
| Platz | Athlet            | Land | Zeit (h) |
| ----- | ----------------- | ---- | -------- |
| 1     | Paul Tergat       | KEN  | 1:01:50  |
| 2     | Hendrick Ramaala  | RSA  | 1:01:50  |
| 3     | Tesfaye Jifar     | ETH  | 1:01:51  |
| 4     | Abdellah Béhar    | FRA  | 1:01:53  |
| 5     | Eduardo Henriques | POR  | 1:01:53  |
| 6     | Abner Chipu       | RSA  | 1:01:54  |
| 7     | Laban Chege       | KEN  | 1:01:54  |
| 8     | Tesfaye Tola      | ETH  | 1:01:56  |

Von 134 gemeldeten Athleten gingen 119 an den Start und erreichten 109 das Ziel.

Teilnehmer aus deutschsprachigen Ländern: Platz 53: Sebastian Bürklein  GER, 1:05:21 h; Platz 70: Christian Fischer  GER, 1:06:54 h; Platz 80: Oliver Mintzlaff  GER, 1:07:42 h; Platz 86: Michael Fietz  GER, 1:08:33 h.

### Teamwertung Männer
| Platz | Land und Athleten                                                      | Zeit (h)                        |
| ----- | ---------------------------------------------------------------------- | ------------------------------- |
| 1     | Südafrika Hendrick Ramaala (2.) Abner Chipu (6.) Mluleki Nobanda (10.) | 3:06:01 1:01:50 1:01:54 1:02:17 |
| 2     | Äthiopien Tesfaye Jifar (3.) Tesfaye Tola (8.) Fekadu Defegu (9.)      | 3:06:03 1:01:51 1:01:56 1:02:16 |
| 3     | Kenia Paul Tergat (1.) Laban Chege (7.) Sammy Korir (11.)              | 3:06:03 1:01:50 1:01:54 1:02:19 |

Insgesamt wurden 22 Teams gewertet. Deutschland belegte Platz 17 in 3:19:57 h.

### Einzelwertung Frauen
| Platz | Athletin           | Land | Zeit (h) |
| ----- | ------------------ | ---- | -------- |
| 1     | Tegla Loroupe      | KEN  | 1:08:48  |
| 2     | Mizuki Noguchi     | JPN  | 1:09:12  |
| 3     | Catherine Ndereba  | KEN  | 1:09:23  |
| 4     | Joyce Chepchumba   | KEN  | 1:09:29  |
| 5     | Reiko Tosa         | JPN  | 1:09:36  |
| 6     | Walentina Jegorowa | RUS  | 1:09:59  |
| 7     | Elana Meyer        | RSA  | 1:10:20  |
| 8     | Luminița Talpoș    | ROU  | 1:10:33  |

Von 75 gemeldeten Athletinnen gingen 73 an den Start und erreichten 67 das Ziel. Die ursprünglich viertplatzierte Rumänin Florina Pană wurde allerdings nachträglich wegen Dopings disqualifiziert. Teilnehmerinnen aus deutschsprachigen Ländern waren nicht am Start.

### Teamwertung Frauen
| Platz | Land und Athletinnen                                                           | Zeit (h)                        |
| ----- | ------------------------------------------------------------------------------ | ------------------------------- |
| 1     | Kenia Tegla Loroupe (1.) Catherine Ndereba (3.) Joyce Chepchumba (4.)          | 3:27:40 1:08:48 1:09:23 1:09:29 |
| 2     | Japan Mizuki Noguchi (2.) Reiko Tosa (5.) Hiromi Katayama (11.)                | 3:30:06 1:09:12 1:09:36 1:11:18 |
| 3     | Russland Walentina Jegorowa (6.) Ljudmila Biktaschewa (9.) Alina Iwanowa (10.) | 3:31:49 1:09:59 1:10:35 1:11:15 |

Insgesamt wurden 12 Teams gewertet. Wegen der Disqualifikation Florina Panas rutschte Rumänien in der Wertung vom dritten auf den vierten Rang ab.